# Obispo

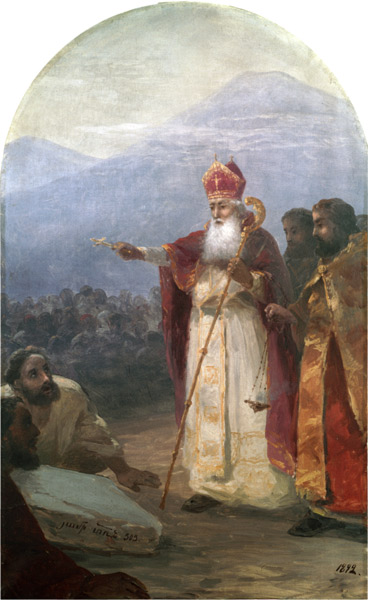
El bautismo de los habitantes armenios (Iván Aivazovski, 1892).

En el cristianismo, un obispo (del latín tardío episcŏpus, y este del griego ἐπίσκοπος epískopos; literalmente ‘inspector’, ‘supervisor’) es el prelado superior de una diócesis, al que se le ha conferido supervisar a una congregación, a los pastores o a los sacerdotes, según el caso, de un territorio determinado.
Las Iglesias católica, ortodoxa, anglicanas y algunas luteranas afirman que la sucesión apostólica se mantiene mediante la ordenación de obispos de forma personal e ininterrumpida desde los tiempos de los apóstoles. Esto es, los apóstoles ordenaron a obispos, los cuales de forma ininterrumpida han seguido ordenando nuevos obispos hasta hoy.
En la Iglesia católica es un presbítero que lleve, al menos, cinco años ordenado, y que recibe el sacramento del orden sacerdotal en su máximo grado, que es el episcopado (del latín episcopātus). Considera al obispo como el miembro de la Iglesia que ha recibido la plenitud del sacerdocio ministerial por el sacramento del orden, sucesor de los apóstoles y pastor encargado del gobierno de una diócesis; en virtud de la colegialidad, comparte con el papa y con los demás obispos la responsabilidad sobre toda la Iglesia católica. 
En la Iglesia de Jesucristo de los Santos de los Últimos Días, un obispo es el líder de una congregación local (conocida como barrio) con responsabilidades similares a las de un pastor, sacerdote, o rabí. Esta posición no es remunerada.
Desde un punto de vista etimológico, el obispo es aquella dignidad eclesiástica encargada del control y vigilancia del cumplimento de las leyes de la Iglesia católica o del derecho canónico en el territorio de su jurisdicción o diócesis. Los obispos poseen símbolos distintivos que muestran su dignidad. En el catolicismo, usan vestiduras de color púrpura, un anillo y una cruz. En las ceremonias solemnes, llevan la mitra y el báculo pastoral. El papa, pastor de la Iglesia católica y cabeza del colegio episcopal, es al mismo tiempo el obispo de Roma.

## Clases de obispos
- Arzobispo u obispo metropolitano.
- Obispo ordinario: En la Iglesia católica y anglicana es sinónimo de obispo diocesano, eso es, aquel obispo al que compete en la diócesis que se le ha confiado toda la potestad ordinaria, propia e inmediata que se requiere para el ejercicio de su función pastoral, exceptuadas aquellas causas que por el derecho o por decreto del papa se reserven a la autoridad suprema o a otra autoridad eclesiástica.
- Obispo auxiliar: Es el asignado a un obispo ordinario para que le supla o ayude en el gobierno de la diócesis. Antiguamente recibía también el nombre de obispo de anillo.
- Obispo coadjutor: Es el designado para que ayude al obispo ordinario en el gobierno de una diócesis, teniendo el derecho a sucesión esa sede episcopal cuando esta quede vacante.
- Obispo sufragáneo: Es el de una diócesis que, junto con otras, forma la provincia eclesiástica o territorio gobernado por el arzobispo.
- Obispo titular: Es el obispo que está a cargo de una diócesis que fue en el pasado una diócesis normal, pero que hoy existe únicamente en su título y por eso se llama una diócesis titular. Él no es un obispo diocesano ordinario sino un oficial de la Santa Sede, un obispo auxiliar, o la cabeza de una jurisdicción (por ejemplo, un vicariato apostólico) que es equivalente a una diócesis bajo el derecho canónico. Antes de 1882 se usaba en este sentido el título «obispo in partibus infidelium».
- Obispo electo: Era el que únicamente tenía el nombramiento por parte del rey, sin estar aún consagrado ni confirmado por Roma. Actualmente es aquel obispo que aún no ha tomado posesión de su nueva sede episcopal, pero su nombramiento ya se ha hecho público, sea este un obispo en ejercicio o un sacerdote que hasta el momento de su nominación no hubiese recibido la ordenación episcopal.
- Obispo preconizado: Actualmente son aquellos que han sido nombrados, por el papa pero que todavía no han sido ordenados o tomado posesión del gobierno de su diócesis. Sinónimo de obispo electo.
- Obispo regionario: Era aquel que, sin tener silla episcopal asignada, iba a ejercer su ministerio a diferentes lugares en virtud de las necesidades de la Iglesia.

## Características
Cada obispo tiene a su cargo el gobierno y cuidado de una iglesia local, organizadas territorialmente como diócesis (a modo de las romanas). Cada diócesis se estructura habitualmente alrededor de una ciudad, y en esa ciudad se encuentra la iglesia principal (catedral), de la que es titular su obispo y en donde se encuentra su cátedra (sede), lugar desde donde preside las celebraciones litúrgicas, eventualmente imparte justicia y confiere los sacramentos.

### Cualidades de un obispo en el Nuevo Testamento
La Primera epístola a Timoteo recoge los requisitos de los obispos:

Es muy cierta esta afirmación: «El que aspira a presidir la comunidad, desea ejercer una noble función». Por eso, el que preside debe ser un hombre irreprochable, que se haya casado una sola vez, sobrio, equilibrado, ordenado, hospitalario y apto para la enseñanza. Que no sea afecto a la bebida ni pendenciero, sino indulgente, enemigo de las querellas y desinteresado. Que sepa gobernar su propia casa y mantener a sus hijos en la obediencia con toda dignidad. Porque si no sabe gobernar su propia casa, ¿cómo podrá cuidar la Iglesia de Dios? Y no debe ser un hombre recientemente convertido, para que el orgullo no le haga perder la cabeza y no incurra en la misma condenación que el demonio. También es necesario que goce de buena fama entre los no creyentes, para no exponerse a la maledicencia y a las redes del demonio.
1 Tm 3, 1-7

Estas estipulaciones son seguidas por todas las confesiones cristianas, aunque con algunas diferencias, como por ejemplo en la cuestión del celibato.

### Orden de los obispos según Isidoro de Sevilla
En sus Etimologías del siglo VII, Isidoro de Sevilla considera al obispo como el mayor grado de clérigo y distingue para él, cuatro órdenes:
- Patriarca, "padre de los príncipes", "el más eminente de los padres", ocupa el primer lugar, el apostólico, como es el caso de los patriarcas romano, constantinopolitano, antioqueno, jerosolimitano o alejandrino.
- Arzobispo, "príncipe de los obispos", "el más importante de los obispos", desempeña una función viceapostólica y preside a los metropolitanos y a los demás obispos.
- Metropolitano, "episcopado", obispo colocado por encima de los demás, denominados así por la importancia de la capital de una provincia a quien le ha sido confiada su custodia.
- Obispo propiamente dicho.

### Forma de elección de los obispos
Originalmente cada obispo era elegido por el clero y los fieles de la diócesis por aclamación. Las dificultades derivadas de este procedimiento electivo pronto llevaron a abusos, y pasaron a ser elegidos solo por el clero. Progresivamente fue centralizándose el nombramiento, para terminar esta responsabilidad electiva en los presbíteros del cabildo catedralicio. En ciertas épocas, los gobernantes de los países (emperadores, reyes) proponían una terna (derecho de presentación) y el papa elegía entre ellos. Se trataba de una prerrogativa de los gobernantes seculares para evitar que sus diócesis fueran regidas por prelados que no asistían a su sede (los Reyes Católicos de España, entre otros, obtuvieron este privilegio, dada la ambición de los clérigos italianos por obtener los beneficios de las ricas sedes españolas).
En la actualidad, los obispos son nombrados de manera directa por el papa en el caso de la Iglesia latina o el Santo Sínodo en el caso de las Iglesias orientales. El modo que sigue la Iglesia latina es el siguiente: El nuncio apostólico de cada país reúne información en cada provincia eclesiástica del país sobre los candidatos al episcopado, enviándola a la Santa Sede. Una vez estudiado cada caso, se procede a la elección. El nuncio consulta al sacerdote si acepta su elección como obispo. Una vez que el presbítero ratifica su deseo, se emite la bula y se hace público el nombramiento episcopal. En algunos casos, suele emitirse un decreto de la Congregación para los Obispos, si es designado auxiliar de una diócesis y titular de otra extinta, siendo este documento, sellado por el papa con el sello de plomo.

### Atributos o insignias pontificales
En la cristiandad occidental, un obispo tiene diferentes atributos característicos:
- Lleva una cruz pectoral y un anillo episcopal, el primero como símbolo de su consagración a Cristo y el segundo signo del amor y fidelidad que le unen con Cristo y con la Iglesia.[4]
- Su vestimenta eclesiástica es de color violeta.
- Lleva una mitra en las ceremonias litúrgicas, símbolo de la autoridad con la que ha sido revestido en su ordenación.
- Tiene un báculo pastoral, símbolo de su función de pastor.
- Elige un lema que deberá tener siempre presente en sus actuaciones.
- Tiene una heráldica eclesiástica compuesta por un escudo propio de cada obispo rodeada en el caso de la Iglesia católica de los ornamentos exteriores comunes a todos los obispos: un sombrero sinople (verde) acompañado por un cordel con seis borlas a cada lado. El escudo está colocado sobre una cruz procesional que lo atraviesa.

Por otra parte, en la cristiandad oriental un obispo tiene estos atributos característicos:

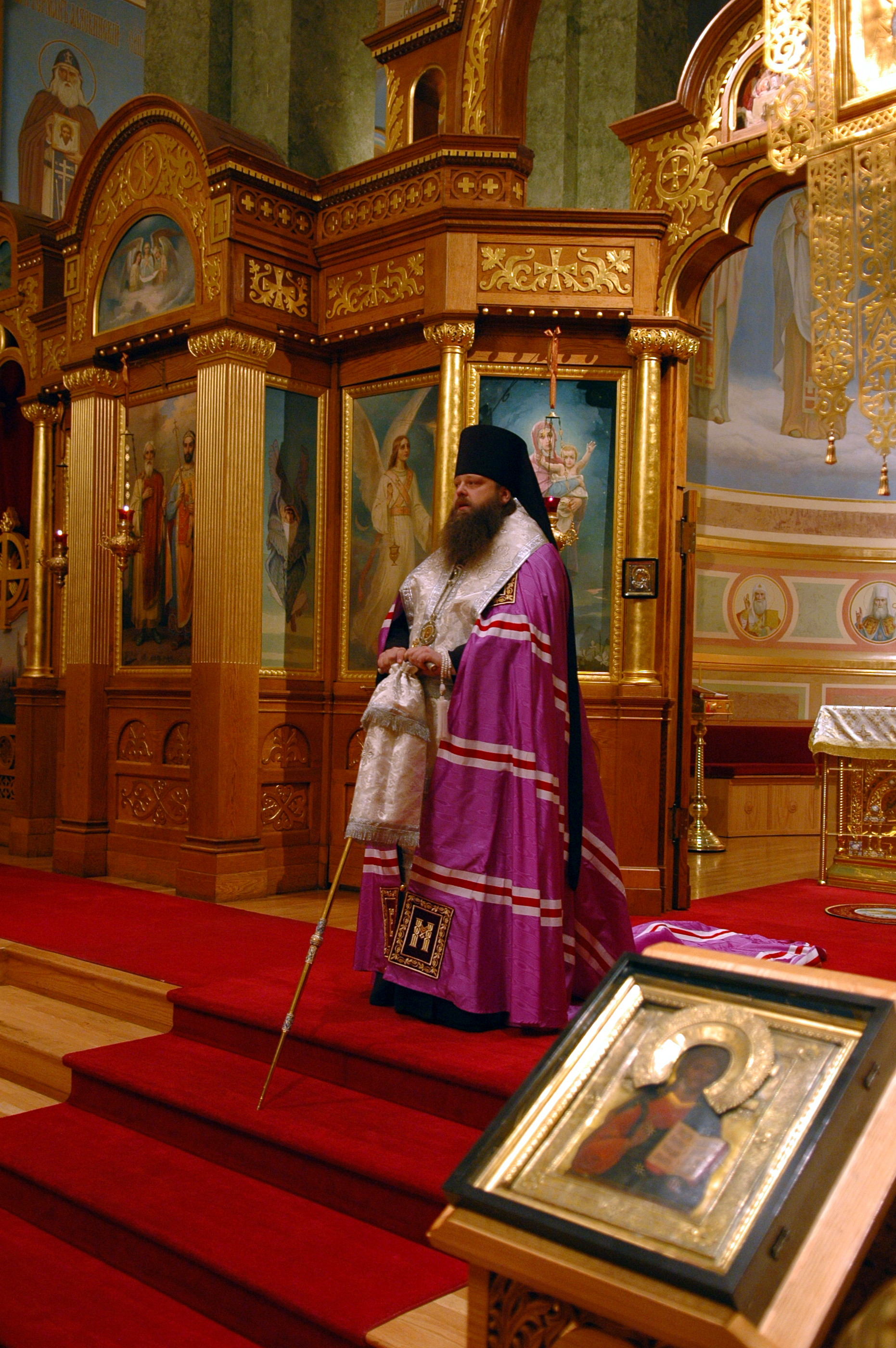
Obispo ortodoxo portando su mandyas

- Está vestido como un monje (raso de color negro) con su kamelaukion; una especie de birreta cilíndrica; cubierto con un velo que cubre la nuca y cae sobre las espaldas del obispo, símbolo de obediencia, humildad y renuncia mundana. Generalmente es de color negro, pero en las iglesias de tradición eslávica los arzobispos metropolitanos usan un kamelaukion de color blanco. Sirve al obispo en aquellas ceremonias religiosas en que no usa la mitra.
- Lleva una panagia, medallón pectoral que representa a la Madre de Dios y el recordatorio para el obispo que debe honrar a Cristo y a su Madre con corazón puro y espíritu recto.
- Lleva un bastón de madera llamado kazranion que representa su dignidad episcopal.
- Si el obispo está presente en la Divina Liturgia sin presidirla, lleva el mandyas, manto de color morado con franjas rojas y blancas.

En la liturgia, cuando oficia el obispo (Divina Liturgia Pontifical) su vestimenta episcopal cambia:
- Viste de una túnica corta de medias mangas llamada sakkos, la cual se encuentra bordada y abierta de arriba abajo por los costados unidas entre sí por cintas o broches con pequeños cascabeles, el cual simboliza el manto de burla con que cubrieron a Cristo los soldados romanos.
- Sobre el sakkos lleva el omoforio, bufanda de lana de gran tamaño que se dobla alrededor de la cabeza y cae por delante y por detrás. Simboliza la oveja perdida que Cristo lleva en sus hombros. Es el símbolo del episcopado.
- Lleva una mitra (corona con cúpula).
- Lleva la paterisa, el báculo pastoral del obispo rematado con un cruz rodeado por serpientes enfrentadas que simbolizan la prudencia y la sabiduría con que el obispo (en su función de pastor) debe dirigir a la feligresía a su cargo.

### Tratamiento protocolario
El tratamiento tradicional en España para el clero de cualquier cargo en la curia era de «Ilustrísima». Sin embargo los títulos oficiales usados por la Iglesia católica son los que ahora se detallan:
- La figura del romano pontífice, obispo de Roma, recibe el tratamiento de «Santidad» o «Beatísimo Padre» (popularmente se le llama «Santo Padre»).
- Los patriarcas orientales —así como los arzobispos mayores— reciben el tratamiento de «Beatitud». Sin embargo, al ser el título de Beatísimo Padre exclusivo del papa, se propone como vocativo «Beatísimo Señor».
- Los cardenales, sean o no obispos (aunque generalmente lo son), reciben el tratamiento de «Eminencia Reverendísima» o «Eminentísimo y Reverendísimo Señor».
- Los demás obispos reciben el tratamiento de «Excelencia Reverendísima» o «Excelentísimo y Reverendísimo Señor», sean arzobispos, miembros de la curia, nuncios apostólicos o demás cargos episcopales. Además, se les nombra «Monseñor», aunque este título puede ser aplicado a cualquier miembro del clero que reciba este título por bula papal.

Pese a que tradicionalmente se les haya llamado como «Su Ilustrísima» o «Ilustrísimo Señor», este tratamiento corresponde únicamente a los miembros de la curia diocesana, vicarios territoriales, vicarios y pro-vicarios generales (que pueden hacer en ciertos casos las veces del obispo), miembros del tribunal eclesiástico metropolitano, rectores del seminario diocesano y demás a quien el ordinario conceda el título. Los miembros del cabildo catedralicio o de los cabildos colegiales tienen el título de «Muy Ilustres señores».
En la Iglesia ortodoxa, el tratamiento tradicional para los obispos es de «Su Eminencia» (abreviado S. E. Mons.) y en el caso de los arzobispos y metropolitanos «Su Eminencia Reverendísima» (en abreviatura S. E. R. Mons.). En el trato ordinario, monseñor. El tratamiento del patriarca de Constantinopla es «Su Santidad»; sin embargo, el tratamiento de otros patriarcas y primados, como por ejemplo el de Jerusalén, es «Su Beatitud».
En la firma los obispos ponen su nombre religioso (antepuesto de una cruz), la sede (la ciudad y el territorio diocesano) y la Iglesia a que pertenecen. Por ejemplo:

+ Tarasios
Arzobispo Metropolitano de Buenos Aires y Exarca de Sudamérica
Patriarcado Ecuménico de Constantinopla

## Iglesia católica

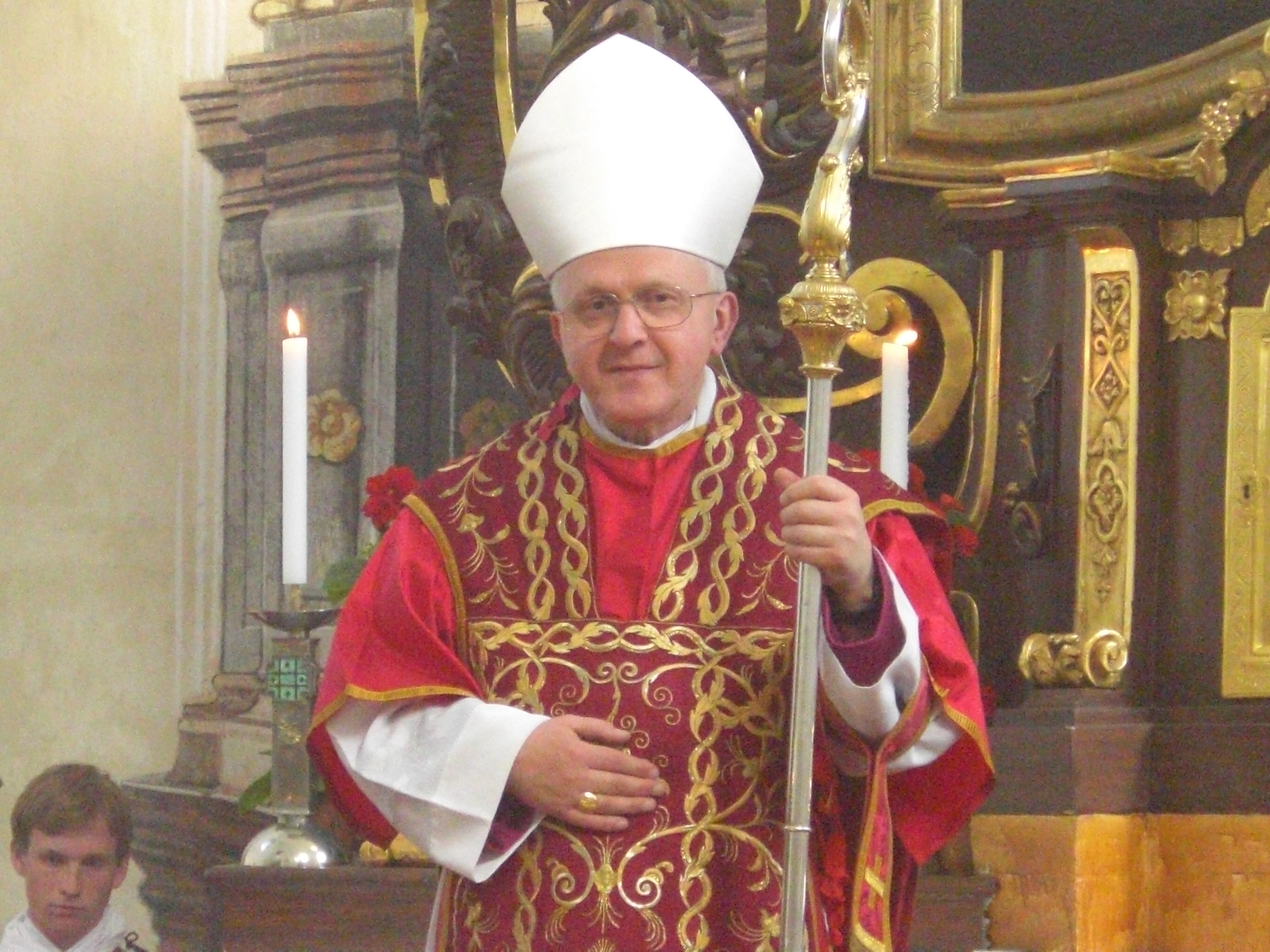
Obispo latino con las tradicionales vestimentas

Según la Iglesia católica, los obispos son los sucesores de los apóstoles, y como tales, son constituidos como pastores para que sean maestros de la doctrina, sacerdotes del culto sagrado y ministros para el gobierno. El obispo tiene la plenitud del sacerdocio, con potestad total, por la que gobierna una iglesia local o particular en comunión con el papa. El obispo en cada diócesis ocupa el centro de la iglesia local, y, ayudado por el presbiterio, tiene autoridad máxima en materia de magisterio, santificación y gobierno. El obispo tiene también la responsabilidad de la pastoral de la diócesis.

### Cualidades exigibles en un obispo

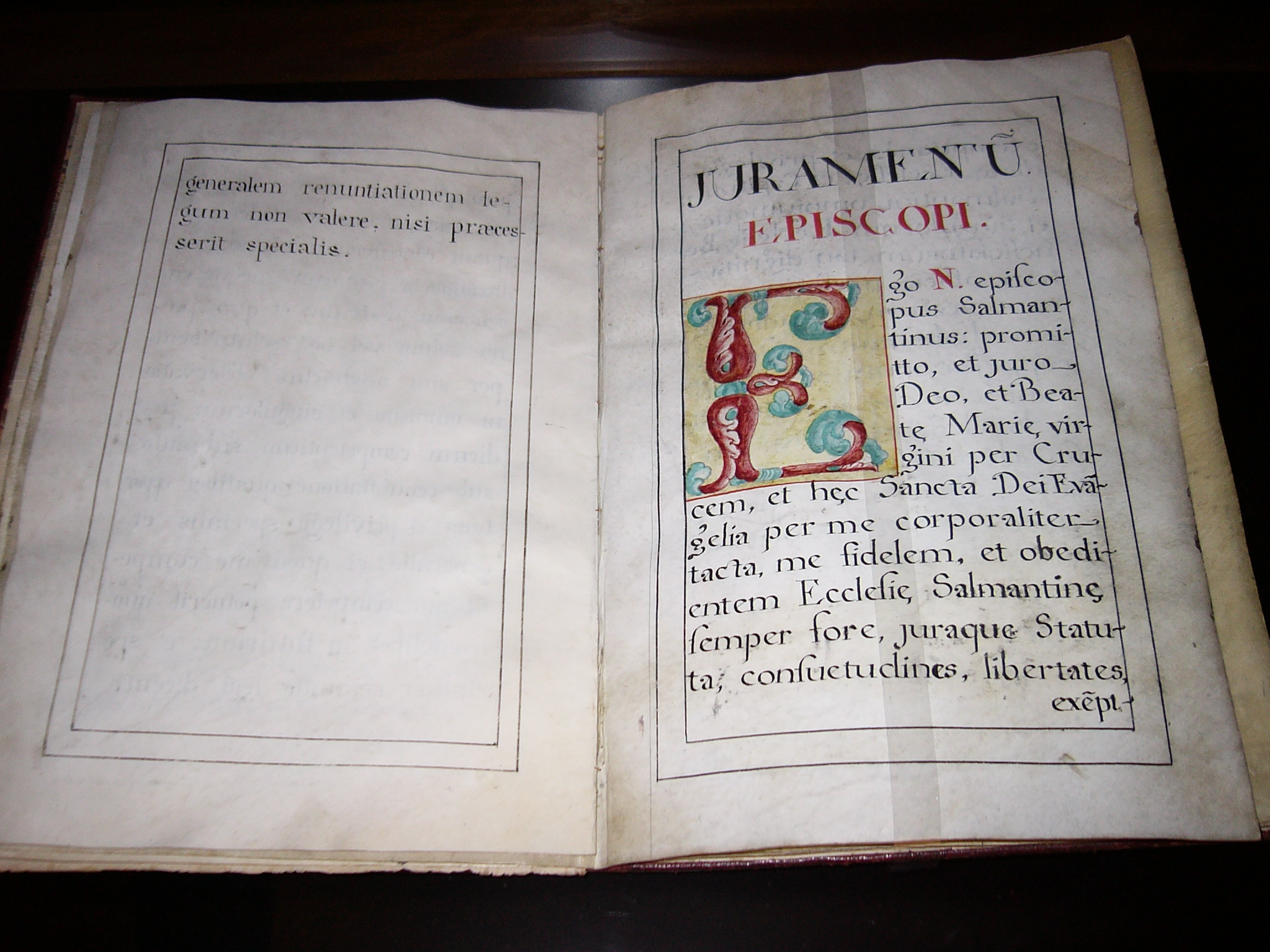
Texto de juramento obispal salmantino

Siguiendo los consejos paulinos a Timoteo, el Código de Derecho Canónico de 1983 en su canon 378 y el Código de los Cánones de las Iglesias Orientales de 1990 en su canon 180, establecen que, para ser considerado idóneo para el episcopado, se requiere que el candidato sea:
- Insigne por la firmeza de su fe, buenas costumbres, piedad, celo por las almas, sabiduría, prudencia y virtudes humanas, y dotado de las demás cualidades que le hacen apto para ejercer el oficio de que se trata.
- De buena fama.
- No ligado por el vínculo del matrimonio.
- De al menos treinta y cinco años.
- Ordenado presbítero al menos cinco años antes.
- Doctor, o al menos licenciado, en Sagrada Escritura, teología o derecho canónico por un instituto de estudios superiores aprobado por la Sede Apostólica, o al menos verdaderamente experto en esas disciplinas.

El Código de Derecho Canónico añade que el juicio definitivo sobre la idoneidad del candidato corresponde al papa.

### Colegio episcopal
Los obispos forman, junto con el papa, quien es a su vez obispo de Roma, el Colegio episcopal, en el que este último ostenta la primacía: «En virtud de su oficio, el Romano Pontífice no sólo tiene potestad sobre toda la Iglesia, sino que ostenta también la primacía de potestad ordinaria sobre todas las Iglesias particulares y sobre sus agrupaciones, con lo cual se fortalece y defiende al mismo tiempo la potestad propia, ordinaria e inmediata que compete a los Obispos en las Iglesias particulares encomendadas a su cuidado».
Los obispos son miembros del Colegio episcopal —cuya cabeza es el sumo pontífice— en virtud de la consagración sacramental y de la comunión jerárquica con la cabeza y demás miembros del colegio. La potestad del colegio de los obispos sobre toda la Iglesia se ejerce de modo solemne en el concilio ecuménico.

### Obispos en la Iglesia latina

Elementos comunes del escudo heráldico de un obispo latino

El obispo que está a cargo de una diócesis se le conoce también como obispo ordinario u obispo diocesano. Los obispos titulares, llamados obispos in partibus infidelium, son aquellos que no tienen responsabilidad territorial y se los designa para ayudar a algún obispo ordinario como obispos auxiliares u obispos coadjutores. Para proceder a su consagración se los crea "titulares" de una antigua diócesis, que esté hoy desaparecida. También se consagran obispos titulares a quienes forman la jerarquía de la Curia romana y de la diplomacia de la Santa Sede, sin responsabilidades en la cura de almas.
En la Iglesia latina, los arzobispos y patriarcas son, en realidad, obispos a cargo de una sede metropolitana (archidiócesis), con la misma plenitud de orden que aquellos de sus compañeros que tienen el título de una diócesis local, pero con diferente función "administrativa" en las denominadas provincias eclesiásticas o agrupaciones de diócesis. En la práctica, es una distinción honorífica más que otra cosa, que también se da algunos obispos destacados, de territorios históricamente importantes pero sin ser sede metropolitana (Barcelona hasta hace poco o La Seo de Urgel —por designación pontificia 'ad casum' por corresponderle el principado de Andorra—, ambas en España) y a algunos cargos de la curia así como a los nuncios apostólicos, a quienes se les designa como obispos titulares pero de alguna antigua sede con carácter metropolitano.

#### Vestimentas
| |
| Vestimenta de diario de un obispo: - Sotana negra con ribetes morados - Fajín morado - Solideo morado |

| |
| Hábito coral de un obispo: - Sotana morada con ribetes morados - Fajín morado - Solideo morado - Roquete |

#### Nombramiento
En la Iglesia latina el nombramiento de obispos es una atribución exclusiva del papa, y sus mecanismos están recogidos por el Código de Derecho Canónico de 1983:
1. El sumo pontífice nombra libremente a los obispos, o confirma a los que han sido legítimamente elegidos.
2. Al menos cada tres años, los obispos de la provincia eclesiástica o, donde así lo aconsejen las circunstancias, los de la conferencia episcopal, deben elaborar de común acuerdo y bajo secreto una lista de presbíteros, también de entre los miembros de institutos de vida consagrada, que sean más idóneos para el episcopado, y han de enviar esa lista a la Sede Apostólica, permaneciendo firme el derecho de cada obispo de dar a conocer particularmente a la Sede Apostólica nombres de presbíteros que considere dignos e idóneos para el oficio episcopal.
3. A no ser que se establezca legítimamente de otra manera, cuando se ha de nombrar un obispo diocesano o un obispo coadjutor, para proponer a la Sede Apostólica una terna, corresponde al legado pontificio investigar separadamente y comunicar a la misma Sede Apostólica, juntamente con su opinión, lo que sugieran el arzobispo y los sufragáneos de la provincia a la cual pertenece la diócesis que se ha de proveer o con la cual está agrupada, así como el presidente de la conferencia episcopal; oiga además el legado pontificio a algunos del colegio de consultores y del cabildo catedral y, si lo juzgare conveniente, pida en secreto y separadamente el parecer de algunos de uno y otro clero, y también de laicos que destaquen por su sabiduría.
4. Si no se ha provisto legítimamente de otro modo, el obispo diocesano que considere que debe darse un auxiliar a su diócesis propondrá a la Sede Apostólica una lista de al menos tres de los presbíteros que sean más idóneos para ese oficio.
5. En lo sucesivo no se concederá a las autoridades civiles ningún derecho ni privilegio de elección, nombramiento, presentación y designación de obispos.

#### Instituciones colegiales
Los obispos de una nación o territorio determinado se reúnen en las conferencias episcopales para ejercer unidos algunas funciones pastorales.
Por otra parte, los obispos escogidos de las distintas regiones del mundo se reúnen en ocasiones determinadas para fomentar la unión estrecha con el papa y entre ellos. A esta asamblea se le llama sínodo de los obispos y está regulada por el Código de Derecho Canónico en los cánones 342 a 348.

#### Legislación canónica
Todo lo referido a los obispos en la Iglesia latina está legislado en el Código de Derecho Canónico de 1983, libro II, parte II, sección II, título I, capítulo II, can. 375-411.

### Obispos en las Iglesias orientales

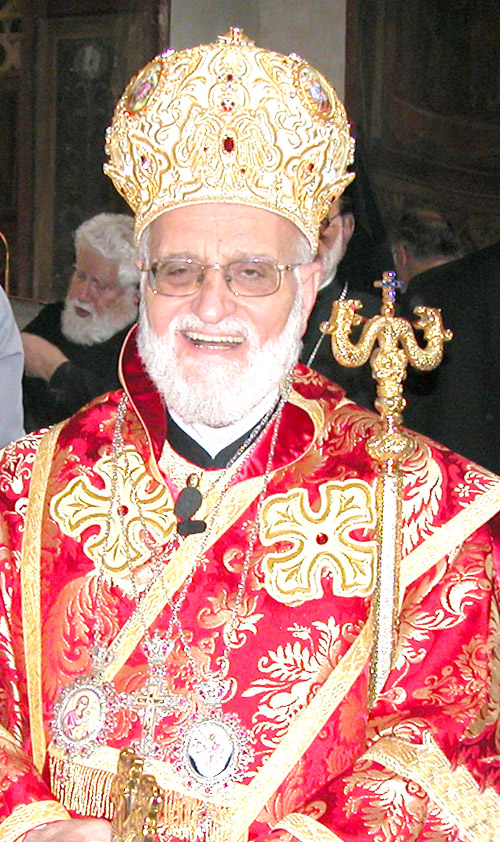
Melquita: Patriarca Gregorio III Laham.
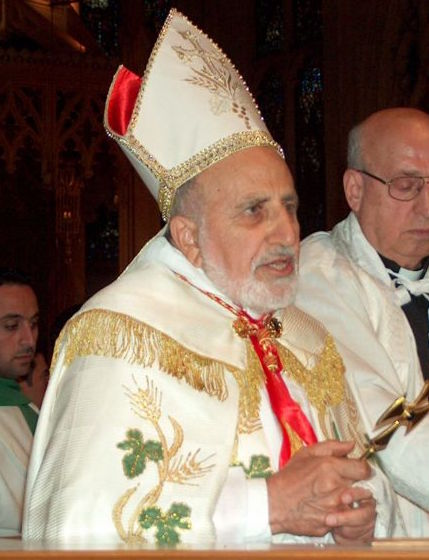
Caldeo: Patriarca Manuel III Delly.
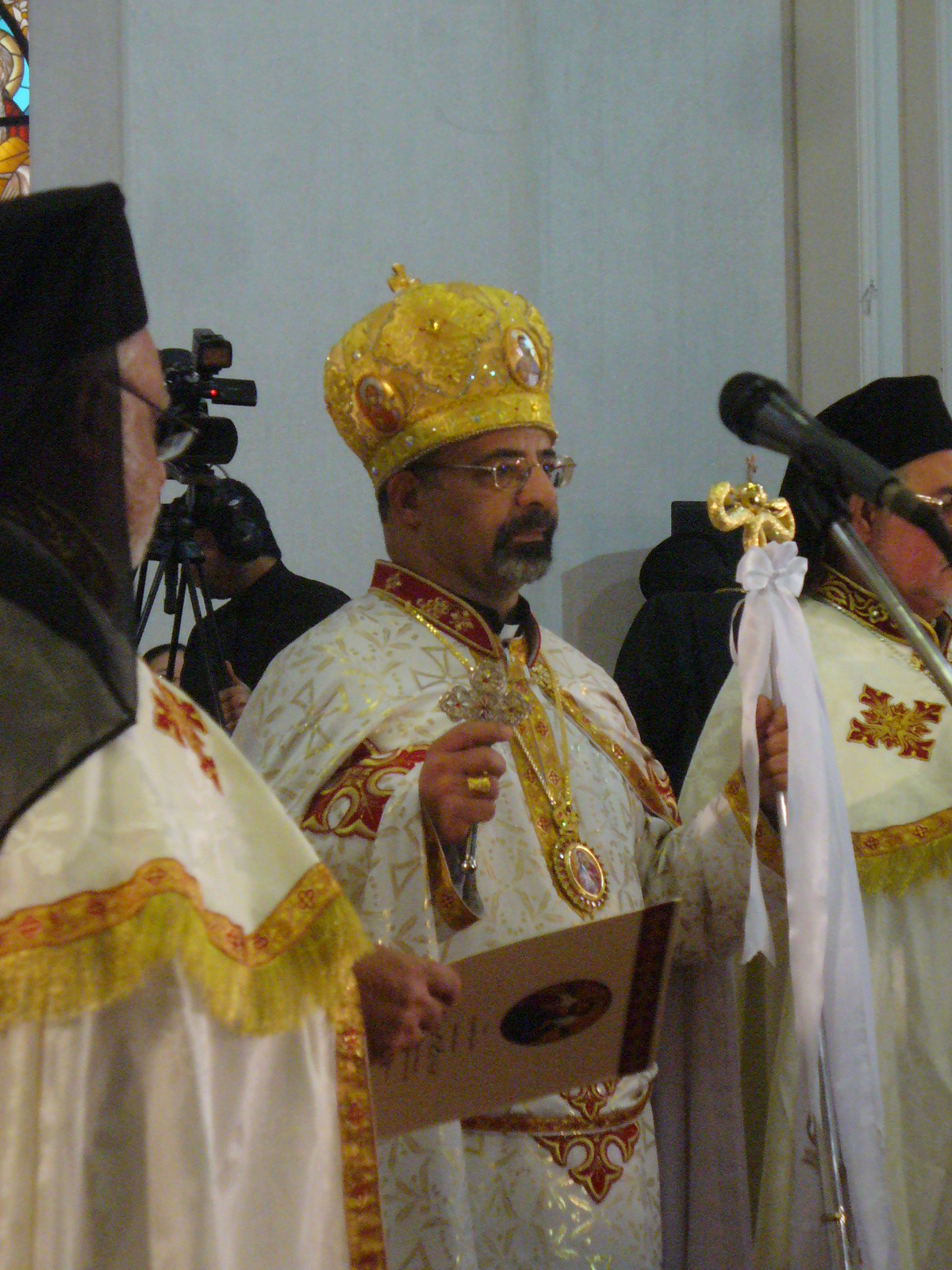
Copto: Patriarca Abrahán Isaac Sidrak

## Iglesia ortodoxa

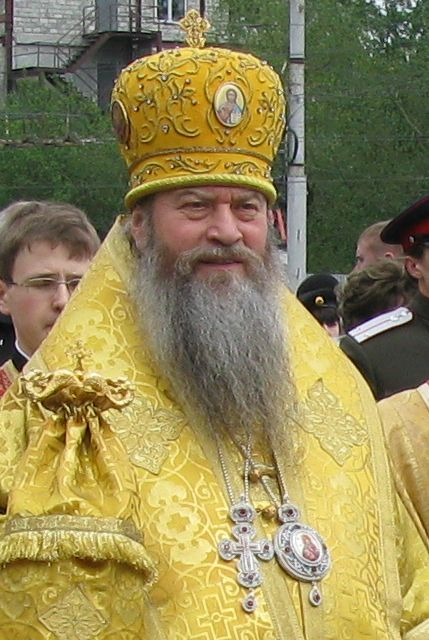
Obispo ortodoxo

El obispo tiene el más alto grado de jerarquía en la Iglesia ortodoxa. Es la personificación de la sucesión apostólica y quien preside la Divina Liturgia. Es el icono de Cristo y pastor de una iglesia en particular a la que llamó en sus títulos oficiales. Es el supervisor y el jefe de la doctrina y la enseñanza de su rebaño y el responsable de asegurar la comunión en su diócesis y de la comunión de su Iglesia con las otras iglesias ortodoxas.
Solo los hieromonjes (monjes-sacerdotes) tienen acceso al episcopado, por lo tanto, los obispos ortodoxos están obligados al celibato, en contraposición de los sacerdotes ortodoxos que sí pueden casarse (pero solo antes de su ordenación al diaconado).
Un obispo puede llevar diferentes títulos:
- Patriarca: Se refiere al obispo que ejerce la jefatura de una iglesia ortodoxa determinada, el que preside el Santo Sínodo de la misma y el representante de ella ante otras iglesias, religiones y estados (es el equivalente al rango católico de papa).
- Arzobispo: Se refiere al obispo que preside una diócesis particularmente importante, ya sea por su tamaño, su relevancia histórica o por ambas.
- Metropolita o Metropolitano: Se refiere al obispo que ocupa un asiento a la cabeza de una provincia importante (uso en Rusia) o si tiene cualquier cargo como titular (uso griego). En el Patriarcado Ortodoxo de Antioquía, los metropolitanos son los obispos que tienen voz y voto en la máxima institución de la iglesia ortodoxa: el Santo Sínodo (es el equivalente al rango católico de cardenal).
- Auxiliar: Se refiere al obispo que asiste a un obispo titular. Asiste en todo el Gobierno de la Diócesis a su Similar Diocesano y es aplicado principalmente en aquellas que tengan mayor número de habitantes.

## Iglesias protestantes

### Iglesias anglicanas y episcopalianas
Estas iglesias consideran como uno de sus características la organización jerárquica fundamentada en la sucesión apostólica, como lo hace la Iglesia católica.
Al separarse la Iglesia de Inglaterra de la auctoritas del papa en tiempos de Enrique VIII, la mayoría de los obispos y sacerdotes se adhirieron al Acta de Supremacía, y en ellos permanece la sucesión apostólica, por lo que no dudan de que sus obispos y presbíteros estén legítimamente ordenados.
Los obispos anglicanos y episcopales son cabeza de sus respectivas diócesis y se organizan en iglesias nacionales bajo la presidencia (como primum inter pares) de uno de ellos, quien ostenta el título de arzobispo, obispo primado u obispo presidente, y todas las Iglesias nacionales que pertenecen a la Comunión anglicana, se reúnen en el Consejo Anglicano, presidido honoríficamente por el arzobispo de Canterbury, cabeza de la Iglesia de Inglaterra. Las virtudes exigibles a un obispo son similares a las que piden católicos y ortodoxos, y la forma de acceso al episcopado suele desarrollarse dentro de una carrera eclesiástica, de tipo funcionarial. Los obispos son elegidos por el sínodo de la diócesis, y su elección usualmente confirmada por la autoridad metropolitana. Aunque ya en 1947 se ordenó como "presbítera" a una mujer, a partir de la década de 1990 algunas iglesias nacionales admiten la ordenación episcopal de mujeres.

### Evangelicalismo
En el Evangelicalismo el ministerio de obispo, con una función de supervisión sobre las iglesias a escala regional o nacional, está presente en las Iglesias evangélicas, aunque su denominación puede variar y utilizarse otras como los títulos de presidente del consejo o supervisor general. El término obispo se usa explícitamente en ciertas Iglesias.

## La Iglesia de Jesucristo de los Santos de los Último Días
El obispo es el líder de una congregación local (conocida como barrio) con deberes similares a los de un pastor, sacerdote o rabí. En La Iglesia de Jesucristo de los Santos de los Últimos Días, esta posición no es remunerada.
Cada obispo es apoyado por dos consejeros. Juntos, el obispado cuida de las necesidades espirituales y sociales de los miembros de su barrio. El obispo ayuda a cada miembro de su congregación en sus esfuerzos por seguir a Jesucristo. Además de los asuntos espirituales, el obispo asiste a los miembros que están pasando por dificultades financieras o de otro tipo a fin de que lleguen a ser autosuficientes a través de la ayuda de bienestar. Un obispo también supervisa asuntos como los registros, los reportes, las finanzas y el cuidado del centro de reunión.
Los obispos siven normalmente por cinco años. Los obispos le reportan a presidentes de estaca, y estos líderes locales tienen autonomía considerable para tomar decisiones con respecto a los miembros de sus barrios y estacas.